# Cirkumpolární hvězda

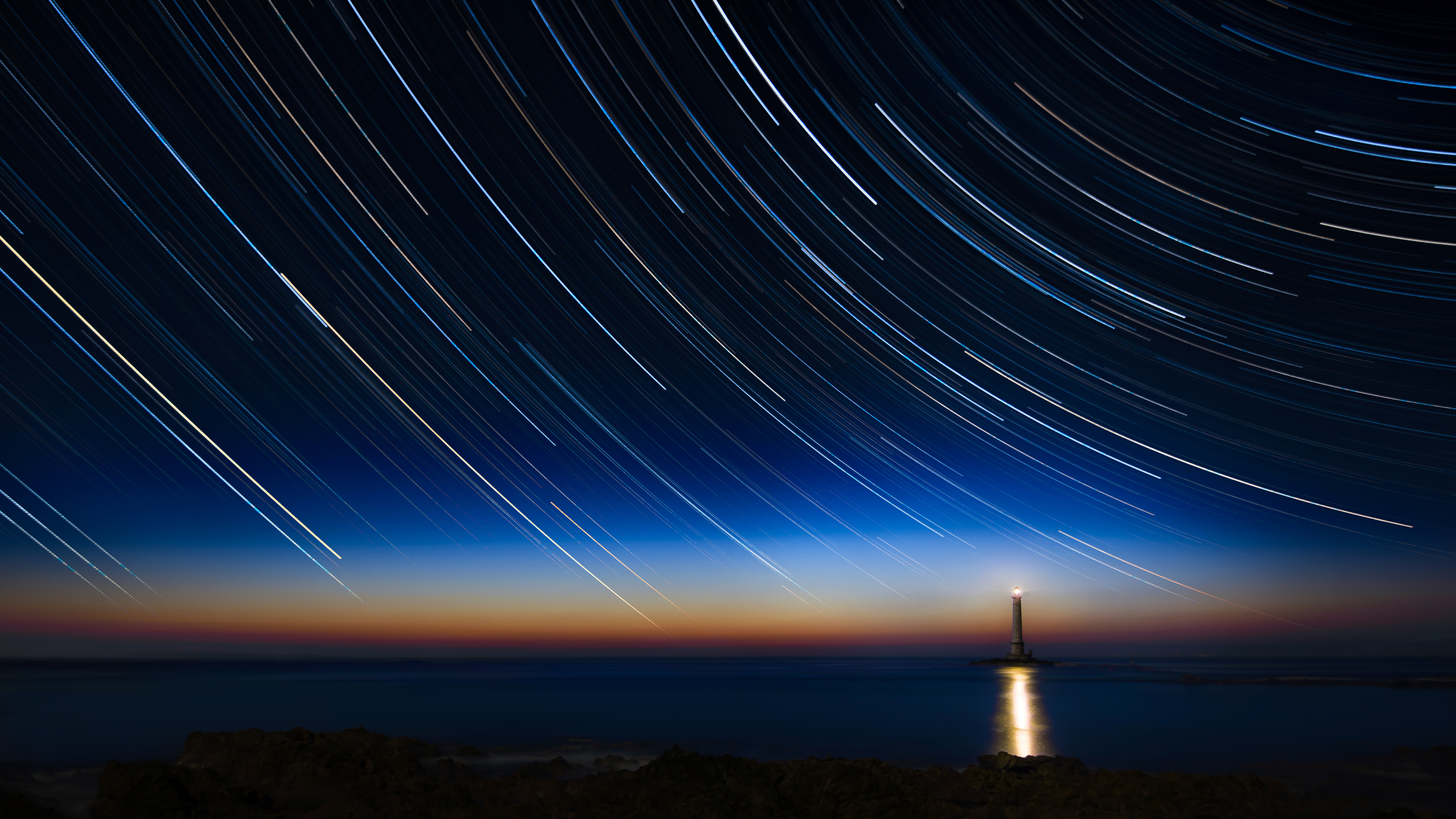
Cirkumpolární hvězdy, které zanechaly dráhy na snímku s dlouhou dobou expozice

Cirkumpolární hvězda (z latinského „kolem pólu“, také obtočnová) je hvězda, která se nachází v blízkosti nebeského pólu na nebeské sféře a nikdy nezapadá za obzor, čili je pozorovatelná v každém ročním období a v každé noční hodině. Pokud jsou cirkumpolární všechny hvězdy součástí nějakého souhvězdí (resp. asterismu) říkáme, že celé souhvězdí je cirkumpolární. V Evropě jsou cirkumpolární souhvězdí například Velká medvědice, Malý medvěd nebo Kasiopeja.
Deklinace cirkumpolárním hvězd je větší než výška světového rovníku nad obzorem. V zeměpisných šířkách střední Evropy jsou cirkumpolární hvězdy s deklinací vyšší než přibližně 40 °. Příklady takových jasných cirkumpolárním hvězd jsou Polárka, Mizar, Capella či Deneb.
Pro pozorovatele na severním pólu je cirkumpolárním celá severní obloha. Pro pozorovatele na jižním pólu je cirkumpolárním celá jižní obloha. Na rovníku není cirkumpolární žádná hvězda.
Pokud se cirkumpolární na určitém místě Země stane hvězda Slunce, mluvíme o polárním dnu.